# Laelia duveenii
Laelia duveenii é uma espécie rupícola mineira que vegeta em locais úmidos numa altitude de 1000 metros. Pseudobulbos curtos e roliços de 3 centímetros de altura com uma única folha claviculada de 5 centímetros de comprimento. São de cor verde com versos lilacíneos. Inflorescências de 8 centímetros de altura, com duas ou três flores. Flor de 1 centímetro de diâmetro, de cor lilás claromeio opaco. Labelo com parte central amarelo-esbranquiçado.
Floresce na primavera.